# Rückwärtsdämpfung
Rückwärtsdämpfung, auch Rückwärtsempfindlichkeit, ist bei Richtmikrofonen angewendeter Begriff. Er kennzeichnet die Schallpegel-Dämpfung, die von der Rückseite des Mikrofons, also aus der 180°-Schalleinfallsrichtung, gemessen wird. Die Rückwärtsdämpfung ist mehr oder weniger frequenzabhängig, daher bezieht sich die Angabe in der Regel auf 1 kHz. Üblich ist bei Großmembranmikrofonen mit der Richtcharakteristik Niere eine Rückwärtsdämpfung von mindestens 15 dB. Bei Kleinmembranmikrofonen der gleichen Richtcharakteristik beträgt die Rückwärtsdämpfung 25 dB oder mehr. Eine sog. breite Niere hat eine Rückwärtsdämpfung von etwa 11 dB. Eine hohe Rückwärtsdämpfung sorgt auch für gute Rückkopplungsunterdrückung bei zusätzlichem Lautsprecher-Einsatz von hinten.
Hierzu einordnen lässt sich auch der Begriff Seitwärtsdämpfung beim Mikrofon. Das ist die Schallpegeldämpfung 90° zur Schalleinfallsrichtung.
Auch bei Richtantennen gibt es die Rückwärtsdämpfung, die neben dem Antennengewinn einen wichtigen Parameter in der Antennentechnik darstellt.